# Antoni Badrinas i Escudé
Antoni Badrinas i Escudé (Terrassa, 1882 - Barcelona, 1969) fou un pintor, moblista, decorador i galerista català.

## Biografia
Fill d'una família d'industrials del tèxtil, després de treballar un temps en les indústries familiars, va estudiar amb els pintors Pedro Viver i Joaquim Vancells. Més tard es va traslladar a Dresden per aprendre l'ofici de moblista a l'escola de Belles Arts (1908-14). Es va casar amb Montserrat Vancells i Amat, filla del pintor Joaquim Vancells.
El 1915 va fundar el Gremi d'Artistes de Terrassa, en representació del qual va exposar l'any 1916 a les Galeries Dalmau i a les Galeries Laietanes. En aquestes darreres, el mateix 1916 va exposar junt amb Joan Morales Mas i Rafael Benet. El 1922 va tornar per exhibir pintures i, el 1926, mobiliari.
Es va establir a Barcelona obrint la Sala Badrinas, una botiga de mobles i sala d'exposicions, que va esdevenir un centre artístic ciutadà (1920-36). També va obrir dos tallers, un al carrer Neptú l'any 1921, i l'altre al carrer Sèneca l'any 1930. Ell mateix va exposar aquarel·les l'any 1931 a la Sala Badrinas. Abans de la Guerra Civil encara va exposar a la Sala Parés i a la Sala Renart. El 1937, durant la Guerra Civil, li va ser embargada la botiga i els dos tallers no es van tornar a obrir.
Com a pintor, es va dedicar preferentment al paisatge, tot i que també va pintar figures i bodegons. Va ser un moblista notable, va revalorar la marqueteria, col·laborant amb Josep Obiols i Palau.
En la seva faceta com a moblista va executar principalment projectes de mobiliari i decoració d’interiors per a habitatges particulars i també per a locals comercials, d'empreses i d’institucions. L'any 1925 fou premiat a l'exposició d'Arts Decoratives de París. Destaca la realització del mobiliari de la casa Sol i Mar de Caldetes, de la Sala de Cròniques de l’Ajuntament de Barcelona (1929), la decoració de la botiga El Dique Flotante el 1930 (amb la qual va rebre el Premi Anual de l’Ajuntament de Barcelona pel seu disseny) o del Gran Casino del Foment a Terrassa (1939).
La seva obra es troba als museus de Barcelona, Terrassa i Tossa, i a diverses col·leccions. El Museu del Disseny de Barcelona conserva el fons documental relacionat amb la seva activitat com a moblista i decorador.